# John D. Rockefeller III
John D. Rockefeller III (* 21. März 1906; † 10. Juli 1978) setzte die philanthropischen Tätigkeiten seiner Eltern John D. Rockefeller, Jr. und Abby Aldrich Rockefeller u. a. als Präsident der Rockefeller-Stiftung fort.
John D. R. III engagierte sich besonders im Bereich der weltweiten Geburtenkontrolle (Population Council) und gründete die Asia Society. In New York war er eine der treibenden Kräfte und Finanziers für das riesige Lincoln-Center-Projekt. 
Er gilt auch als Urheber der Venture Philanthropie, eines neuen sich an unternehmerischen Prinzipien orientierenden Ansatzes der Philanthropie.

## Familie
Gemeinsam mit Blanchette Ferry Rockefeller (1909–1992) hatte John D. Rockefeller III vier Kinder: 
- John D. „Jay“ Rockefeller IV (* 1937)
- Hope Rockefeller Aldrich (* 1939/40)
- Sandra Rockefeller Ferry (* 1943)
- Alida Rockefeller Messinger (* 1948/49)

Seine Witwe Blanchette war später jahrelang Präsidentin des Museum of Modern Art.